# Six Dance Lessons in Six Weeks
 Six Dance Lessons in Six Weeks es una película de comedia dramática húngara-estadounidense de 2014 protagonizada por Gena Rowlands y Cheyenne Jackson junto con un elenco secundario que incluye a Jacki Weaver, Rita Moreno , Julian Sands y Anthony Zerbe. 
La película fue adaptada por Richard Alfieri de su obra del mismo nombre y dirigida por Arthur Allan Seidelman. Fue la última película del director de fotografía Vilmos Zsigmond , quien murió dos años después del estreno de la película en 2016 y la última aparición de Rowlands en el cine.

## Sinopsis
Una mujer retirada contrata a un instructor de baile para que le de lecciones en casa. Al principio, su relación es antagónica, pero pronto se desarrolla en una cerrada amistad.

## Reparto
- Gena Rowlands como Lily Harrison
- Cheyenne Jackson como Michael Minetti
- Julian Sands como Winslow Cunard
- Jacki Weaver como Irene Mossbecker
- Rita Moreno como Ida Barksdale
- Kathleen Rose Perkins como Susie
- Anthony Zerbe como Sr. Crumwald

## Recepción
La película obtuvo mayormente críticas negativas.
Tiene un índice de aprobación del 50% en Rotten Tomatoes según 12 reseñas, con una puntuación promedio de 5,29/10.